# Plébiscite jurassien
Dans le cadre de la Question jurassienne, le plébiscite jurassien (ou les plébiscites jurassiens) est une votation organisée le 23 juin 1974, par le gouvernement bernois par lequel le peuple jurassien décide de se séparer du canton de Berne pour former le canton du Jura. Ce plébiscite en découlera deux autres en 1975.

## Contexte historique

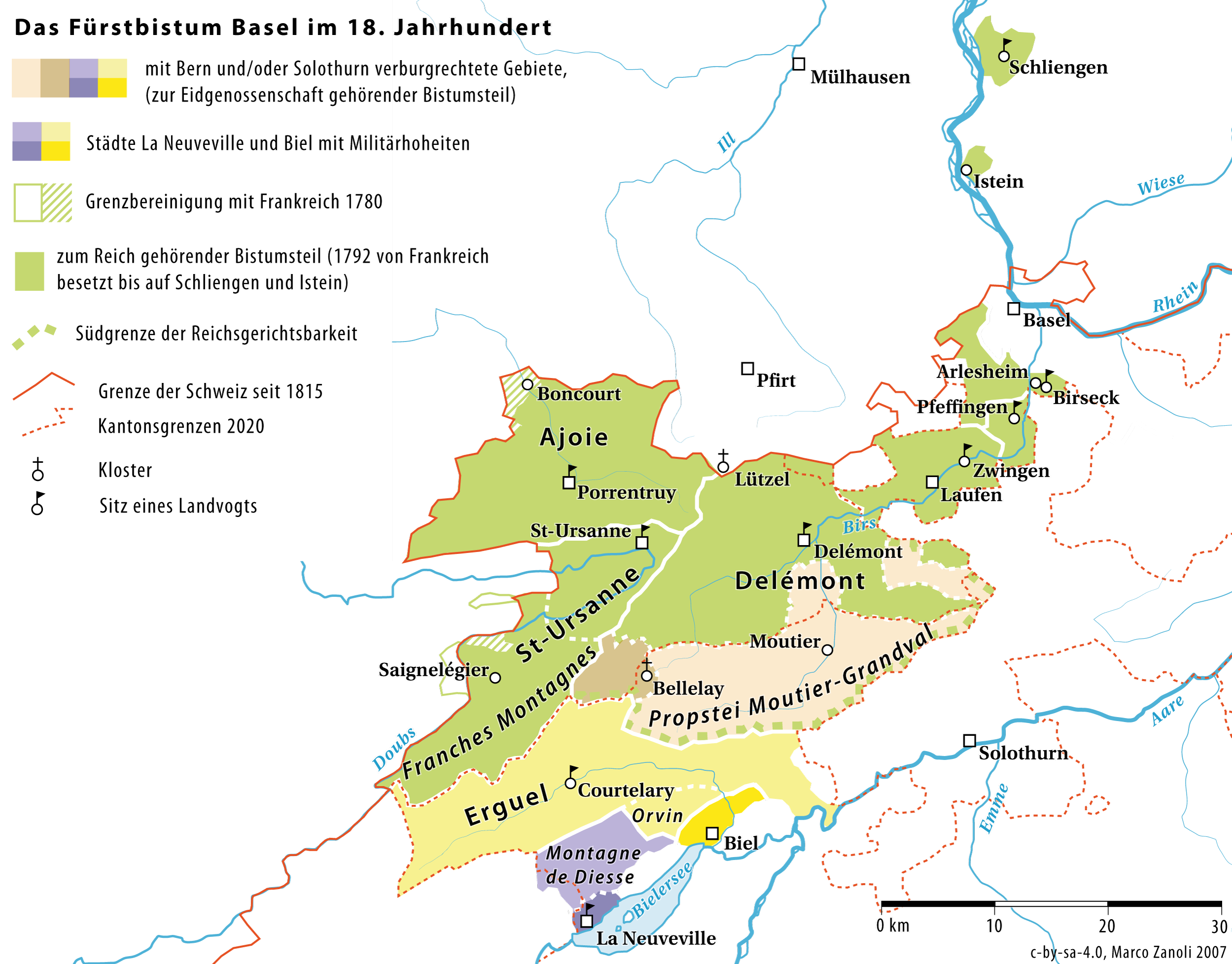
Le territoire de l'Évêché de Bâle au XVIIIe siècle.

Le département du Mont-Terrible (25 mars 1793-17 février 1800).

Depuis l'an 999, la région du Jura faisait partie de la Principauté épiscopale de Bâle. En 1792, la Principauté épiscopale de Bâle, vassale du Saint-Empire romain germanique, s'effondre face aux troupes de la Révolution française. La République française s'empare alors de son territoire. Le 17 décembre de la même année, les autorités françaises proclament la République rauracienne, qualifiée de « République sœur ». Cette dernière regroupe uniquement les actuels districts de Delémont, Porrentruy, Franches-Montagnes, Laufon, ainsi que les régions de La Courtine et du Birseck. La France vise, cependant, l'annexion de l'ancien Évêché dans son ensemble. Le 23 mars 1793, la République rauracienne est dissoute et annexée au territoire français le 25 mars pour former le département du Mont-Terrible, à l'exception du bailliage de Schliengen, situé de l'autre côté du Rhin. Les régions protestantes du sud, comprenant les actuels districts de Courtelary, La Neuveville et Bienne ainsi que la prévôté de Moutier-Grandval, abrite une majorité d'anabaptistes avait fui les persécutions des villes et des régions du Plateau suisse. Formant ainsi une minorité alémanique significative, ceux-ci bénéficient de l'épargnement grâce à leurs alliances avec la Confédération suisse, notamment avec Berne et Fribourg. Cependant, cette neutralité prend fin avec l'invasion de la Suisse par Napoléon en 1798,. Ces régions, ainsi que la ville de Bienne, sont alors intégrées au département du Mont-Terrible. Le 17 février 1800, le Mont-Terrible est dissous et ses territoires sont rattachés au département du Haut-Rhin.

### Congrès de Vienne et rattachement à Berne
La défaite de Napoléon entraîne une redistribution des territoires européens. Lors des négociations du Congrès de Vienne, le territoire jurassien, désigné comme la « Principauté de Porrentruy », est représenté par Melchior Delfils et Conrad de Billeux. Ces derniers, aux côtés des représentants de la ville de Bienne et des grandes familles de Delémont et de Courtelary, revendiquent la création d'un canton indépendant, idéalement dirigé par le prince-évêque de Bâle. Toutefois, les délégations suisses ne tiennent pas compte de cette demande, étant particulièrement préoccupées par le sentiment revanchard du canton de Berne, qui a perdu le Pays de Vaud et la Basse-Argovie, récemment devenus indépendants en 1798. Après neuf mois de négociations, le Congrès de Vienne annonce ses décisions concernant la Suisse le 20 mars 1815. En plus de la proclamation de la neutralité perpétuelle de la Suisse, il est décidé d'intégrer la République de Genève, la Principauté de Neuchâtel et l'ancienne République rhodanienne sous forme de cantons. La « Principauté de Porrentruy » est finalement rattachée au canton de Berne, tandis que les territoires de Birseck et Pfeffingen sont annexés au canton de Bâle,.
Accompagnant l'annexion des territoires, un Acte de réunion est élaboré pour chacun des deux cantons. Concernant Berne, l'Acte comprend vingt-cinq articles. Neuf d'entre eux portent sur la garantie de la religion catholique comme culte public dans les communes où elle était établie, abordant des questions telles que l'évêché, l'enseignement religieux, le choix et la rémunération des curés, ainsi que la pension du prince-évêque. D'autres articles traitent de la situation juridique des Jurassiens, de la liberté de religion pour les anabaptistes, du maintien ou de l'abolition des codes civil et pénal français, des questions fiscales, du rétablissement des bourgeoisies et du régime particulier de la ville de Bienne.
Cependant, le canton de Berne exprime certaines réticences face à cette annexion, en raison de la diversité des traditions locales, de l'absence d'unité entre un Nord catholique et un Sud réformé, ainsi que de l'influence d'anciennes coutumes et d'une législation française moderne. Néanmoins, le canton finit par accepter l'annexion et signe l'Acte de Réunion le 14 novembre 1815 à Bienne, intégrant le Jura à son territoire le 21 décembre 1815. Certains hommes politiques bernois, cependant, considèrent cette compensation pour la perte du Pays de Vaud et de la Basse-Argovie comme peu satisfaisante, évoquant, selon une formule devenue célèbre, « un méchant grenier à la place d'une cave et d'une grange ».

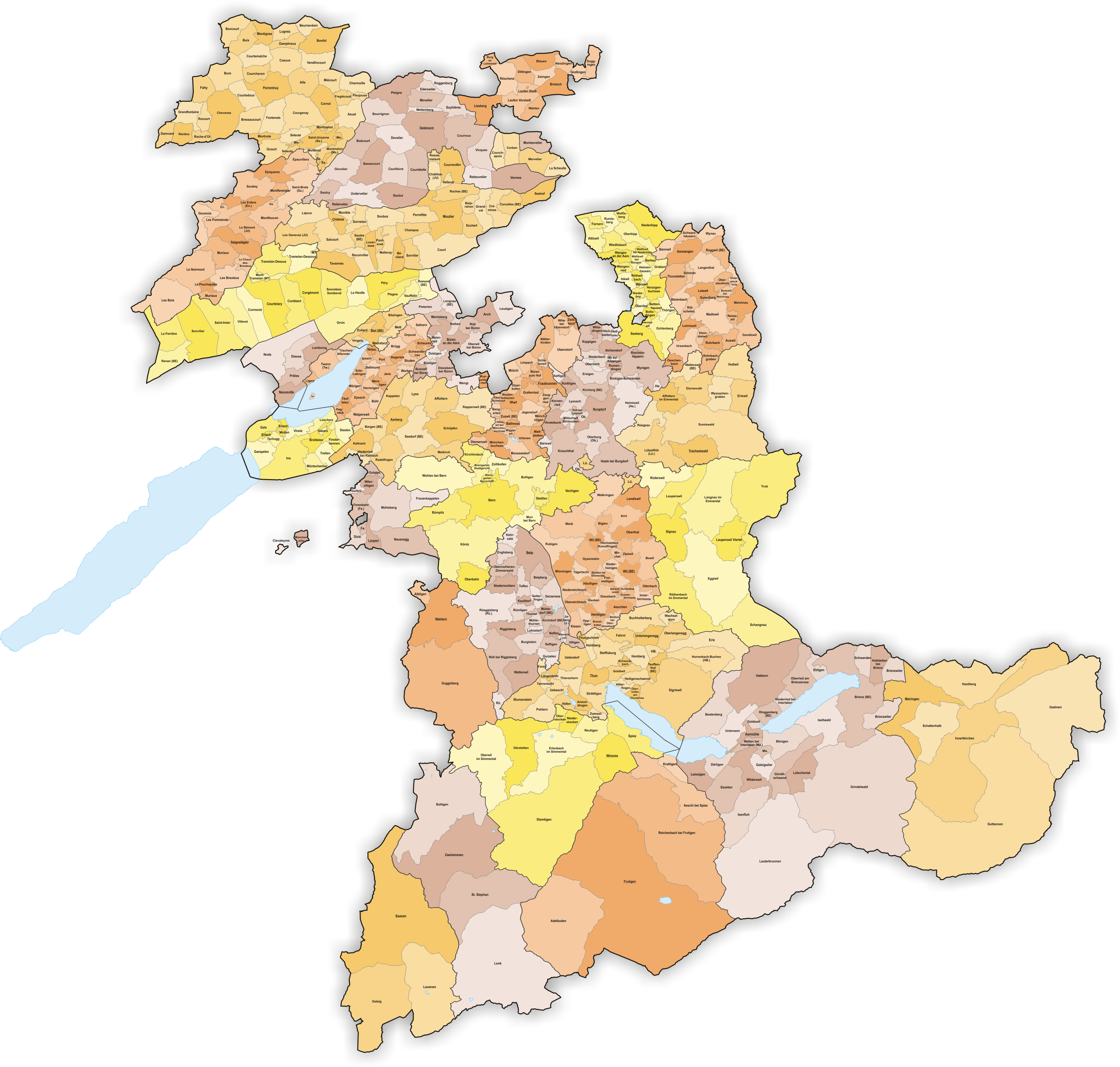
Carte du canton de Berne en 1849.

À partir du rattachement du Jura au canton de Berne, la cohabitation entre les Jurassiens et Berne ne pose pas de problèmes majeurs. Cependant, de profondes divergences émergent après les révolutions de 1830. L'origine de ces mécontentements réside en partie dans des divergences culturelles, linguistiques, juridiques et religieuses. Lors de la Première Guerre mondiale, le fossé linguistique et culturel s'élargit entre Berne et le Jura et, entre 1917 et 1919, plusieurs mouvement séparatistes se forment.

### «Affaire Moeckli»
Pour apaiser les tensions croissantes, le Conseil-exécutif bernois propose au Grand Conseil bernois, le 9 septembre 1947, d'attribuer à Georges Moeckli, conseiller d'État socialiste, la direction du Département des travaux publics et des chemins de fer, un poste stratégique en raison du développement des transports après la Seconde Guerre mondiale. Cependant, sous l'impulsion du député PAB Hans Tschumi, le Grand Conseil bernois rejette cette proposition par 92 voix contre et 62 pour, arguant que la maîtrise insuffisante du dialecte bernois par Moeckli pourrait poser des problèmes de communication : « Je m'oppose à ce changement car la majorité des habitants du canton de Berne ne peuvent pas s'adresser en français à monsieur Moeckli ». Finalement, c'est le socialiste Samuel Brawand (de) qui obtient ce poste. Cette décision suscite indignation et révolte dans le Jura, et dès le 13 septembre, l'Association pour la défense des intérêts du Jura, rejointe par la Société jurassienne d’Émulation, proteste contre l'éviction de Moeckli. Les députés jurassiens et ceux de la Bienne romande, réunis au sein de la « Députation jurassienne » pour défendre les intérêts de la région, demandent un réexamen de cette décision. Le 17 septembre, le Grand Conseil bernois refuse cette requête par 68 voixcontre et 66 pour,. Le président du parlement de l'époque déclare : « J'espère que cette décision ne laissera pas de sentiments d'amertume ».

Le 20 septembre 1947, sous l'initiative de René Fell, une manifestation regroupant 2 000 personnes se tient devant l'Hôtel de Ville de Delémont. Lors de cet événement, plusieurs intervenants, dont Pierre Marti, Arthur Juillerat, Daniel Charpilloz, Joseph Chételat, Émile Giroud, Virgile Moine, Jean Gressot et Georges Diacon, prennent la parole pour revendiquer la « libération du Jura ». 

« Le Jura peut et doit former un canton »

— Daniel Charpilloz, industriel et directeur de Malleray Watch
En conséquence, un Comité d'action pour la défense des droits du Jura, qui sera ultérieurement renommé « Comité de Moutier », est constitué à Delémont le 2 octobre par Louis Bueche et René Steiner, rassemblant 23 membres. Ce comité a pour mission d'établir un catalogue de revendications et de mener des « études juridiques, constitutionnelles, économiques et financières sur la question d'une éventuelle autonomie jurassienne »,. En réponse à ces initiatives, le Conseil-exécutif bernois informe le Grand Conseil bernois de la résurgence des idées séparatistes dans le Jura, affirmant son intention de ne jamais accorder l'indépendance à ce territoire, en soulignant l'existence d'autres cantons bilingues au sein de la Confédération. Sous l'impulsion de Daniel Charpilloz, le deuxième Mouvement séparatiste jurassien (MSJ) est fondé le 30 novembre 1947 à Moutier, avec la participation de Roland Béguelin, Roger Schaffter et 19 autres personnes. Ce groupe réclame la séparation du territoire jurassien du canton de Berne afin de créer un nouveau canton au sein de la Confédération, englobant les sept districts de Delémont, Porrentruy, Les Franches-Montagnes, Moutier, Courtelary, La Neuveville et Laufon,.

### Lutte jurassienne

#### Votation de 1959
Le 3 août 1957, le Rassemblement jurassien annonce le lancement d'une initiative cantonale « en vue d'organiser dans le Jura une consultation populaire sur le problème de l'autonomie ». Le 5 juillet 1959, Rassemblement jurassien subit alors un revers, la population bernoise ayant rejeté l'incitative à 77,6 %; dans le Jura même, l'initiative est rejetée par 16 355 voix contre 15 159, soit 51,9 % de non contre 48,1 % pour le oui,. Le oui l'emporte néanmoins dans trois des sept districts jurassiens.
| Question | Districts concernés | Pour (oui) | Pour (oui)             | Contre (non) | Contre (non) | Non comptabilisés (blancs & nuls) | Statistiques      | Statistiques  | Résultat | Carte |
| Question | Districts concernés | Votes      | Pourcentage            | Votes        | Pourcentage  | Non comptabilisés (blancs & nuls) | Bulletins rentrés | Participation | Résultat | Carte |
| --- | ------------------- | ---------- | ---------------------- | ------------ | ------------ | --------------------------------- | ----------------- | ------------- | -------- | ----- |
| « Souhaitez-vous qu'une consultation populaire soit organisée dans le Jura afin de sonder l'opinion des Jurassiens quant à une séparation du Jura d'avec Berne ? »                                                         | Aarberg             | 106        | 4,6 %                  | 2 221        | 95,4 %       | 9                                 | 2 336             | 36,2 %        | Rejetée  |       |
| « Souhaitez-vous qu'une consultation populaire soit organisée dans le Jura afin de sonder l'opinion des Jurassiens quant à une séparation du Jura d'avec Berne ? »                                                         | Aarwangen           | 257        | 6,8 %                  | 3 495        | 93,2 %       | 22                                | 3 774             | 36,2 %        | Rejetée  |       |
| « Souhaitez-vous qu'une consultation populaire soit organisée dans le Jura afin de sonder l'opinion des Jurassiens quant à une séparation du Jura d'avec Berne ? »                                                         | Berne               | 2 869      | 13,5 %                 | 18 314       | 86,5 %       | 203                               | 21 386            | 33,3 %        | Rejetée  |       |
| « Souhaitez-vous qu'une consultation populaire soit organisée dans le Jura afin de sonder l'opinion des Jurassiens quant à une séparation du Jura d'avec Berne ? »                                                         | Bienne              | 1 992      | 24,8 %                 | 6 048        | 75,2 %       | 171                               | 8 211             | 47,9 %        | Rejetée  |       |
| « Souhaitez-vous qu'une consultation populaire soit organisée dans le Jura afin de sonder l'opinion des Jurassiens quant à une séparation du Jura d'avec Berne ? »                                                         | Büren               | 115        | 5,9 %                  | 1 834        | 94,1 %       | 12                                | 1 961             | 39,4 %        | Rejetée  |       |
| « Souhaitez-vous qu'une consultation populaire soit organisée dans le Jura afin de sonder l'opinion des Jurassiens quant à une séparation du Jura d'avec Berne ? »                                                         | Berthoud            | 391        | 9,6 %                  | 3 668        | 90,4 %       | 26                                | 4 085             | 37 %          | Rejetée  |       |
| « Souhaitez-vous qu'une consultation populaire soit organisée dans le Jura afin de sonder l'opinion des Jurassiens quant à une séparation du Jura d'avec Berne ? »                                                         | Cerlier             | 58         | 5,9 %                  | 919          | 94,1 %       | 6                                 | 983               | 39,7 %        | Rejetée  |       |
| « Souhaitez-vous qu'une consultation populaire soit organisée dans le Jura afin de sonder l'opinion des Jurassiens quant à une séparation du Jura d'avec Berne ? »                                                         | Courtelary          | 1 532      | 23,8 %                 | 4 911        | 76,2 %       | 102                               | 6 445             | 85,5 %        | Rejetée  |       |
| « Souhaitez-vous qu'une consultation populaire soit organisée dans le Jura afin de sonder l'opinion des Jurassiens quant à une séparation du Jura d'avec Berne ? »                                                         | Delémont            | 4 131      | 71,9 %                 | 1 614        | 28,1 %       | 108                               | 5 853             | 86,5 %        | Acceptée |       |
| « Souhaitez-vous qu'une consultation populaire soit organisée dans le Jura afin de sonder l'opinion des Jurassiens quant à une séparation du Jura d'avec Berne ? »                                                         | Franches-Montagnes  | 1 794      | 76 %                   | 568          | 24 %         | 37                                | 2 399             | 92,6 %        | Acceptée |       |
| « Souhaitez-vous qu'une consultation populaire soit organisée dans le Jura afin de sonder l'opinion des Jurassiens quant à une séparation du Jura d'avec Berne ? »                                                         | Fraubrunnen         | 136        | 6,4 %                  | 1 990        | 93,6 %       | 26                                | 2 152             | 41,4 %        | Rejetée  |       |
| « Souhaitez-vous qu'une consultation populaire soit organisée dans le Jura afin de sonder l'opinion des Jurassiens quant à une séparation du Jura d'avec Berne ? »                                                         | Frutigen            | 61         | 7,4 %                  | 765          | 92,6 %       | 4                                 | 830               | 19,2 %        | Rejetée  |       |
| « Souhaitez-vous qu'une consultation populaire soit organisée dans le Jura afin de sonder l'opinion des Jurassiens quant à une séparation du Jura d'avec Berne ? »                                                         | Gessenay            | 36         | 10,1 %                 | 321          | 89,9 %       | 5                                 | 362               | 15,9 %        | Rejetée  |       |
| « Souhaitez-vous qu'une consultation populaire soit organisée dans le Jura afin de sonder l'opinion des Jurassiens quant à une séparation du Jura d'avec Berne ? »                                                         | Interlaken          | 254        | 9,1 %                  | 2 541        | 90,9 %       | 28                                | 2 823             | 29,8 %        | Rejetée  |       |
| « Souhaitez-vous qu'une consultation populaire soit organisée dans le Jura afin de sonder l'opinion des Jurassiens quant à une séparation du Jura d'avec Berne ? »                                                         | Konolfingen         | 194        | 5,5 %                  | 3 338        | 94,5 %       | 9                                 | 3 541             | 33,4 %        | Rejetée  |       |
| « Souhaitez-vous qu'une consultation populaire soit organisée dans le Jura afin de sonder l'opinion des Jurassiens quant à une séparation du Jura d'avec Berne ? »                                                         | La Neuveville       | 364        | 34,5 %                 | 691          | 65,5 %       | 18                                | 1 073             | 81,4 %        | Rejetée  |       |
| « Souhaitez-vous qu'une consultation populaire soit organisée dans le Jura afin de sonder l'opinion des Jurassiens quant à une séparation du Jura d'avec Berne ? »                                                         | Laupen              | 53         | 4,7 %                  | 1 065        | 95,3 %       | 6                                 | 1 124             | 37,8 %        | Rejetée  |       |
| « Souhaitez-vous qu'une consultation populaire soit organisée dans le Jura afin de sonder l'opinion des Jurassiens quant à une séparation du Jura d'avec Berne ? »                                                         | Laufon              | 533        | 26,9 %                 | 1 450        | 73,1 %       | 44                                | 2 027             | 62,4 %        | Rejetée  |       |
| « Souhaitez-vous qu'une consultation populaire soit organisée dans le Jura afin de sonder l'opinion des Jurassiens quant à une séparation du Jura d'avec Berne ? »                                                         | Moutier             | 2 566      | 34,3 %                 | 4 912        | 65,7 %       | 126                               | 7 604             | 88,7 %        | Rejetée  |       |
| « Souhaitez-vous qu'une consultation populaire soit organisée dans le Jura afin de sonder l'opinion des Jurassiens quant à une séparation du Jura d'avec Berne ? »                                                         | Nidau               | 181        | 8 %                    | 2 077        | 92 %         | 17                                | 2 275             | 36,9 %        | Rejetée  |       |
| « Souhaitez-vous qu'une consultation populaire soit organisée dans le Jura afin de sonder l'opinion des Jurassiens quant à une séparation du Jura d'avec Berne ? »                                                         | Niedersimmental     | 122        | 9,1 %                  | 1 215        | 90,9 %       | 13                                | 1 350             | 27,6 %        | Rejetée  |       |
| « Souhaitez-vous qu'une consultation populaire soit organisée dans le Jura afin de sonder l'opinion des Jurassiens quant à une séparation du Jura d'avec Berne ? »                                                         | Oberhasli           | 38         | 8,4 %                  | 412          | 91,6 %       | 5                                 | 455               | 20,6 %        | Rejetée  |       |
| « Souhaitez-vous qu'une consultation populaire soit organisée dans le Jura afin de sonder l'opinion des Jurassiens quant à une séparation du Jura d'avec Berne ? »                                                         | Obersimmental       | 47         | 9,5 %                  | 448          | 90,5 %       | 7                                 | 502               | 21,6 %        | Rejetée  |       |
| « Souhaitez-vous qu'une consultation populaire soit organisée dans le Jura afin de sonder l'opinion des Jurassiens quant à une séparation du Jura d'avec Berne ? »                                                         | Porrentruy          | 4 239      | 65,7 %                 | 2 209        | 34,3 %       | 100                               | 6 548             | 88,2 %        | Acceptée |       |
| « Souhaitez-vous qu'une consultation populaire soit organisée dans le Jura afin de sonder l'opinion des Jurassiens quant à une séparation du Jura d'avec Berne ? »                                                         | Schwarzenburg       | 31         | 5,4 %                  | 543          | 94,6 %       | 5                                 | 579               | 20,4 %        | Rejetée  |       |
| « Souhaitez-vous qu'une consultation populaire soit organisée dans le Jura afin de sonder l'opinion des Jurassiens quant à une séparation du Jura d'avec Berne ? »                                                         | Seftigen            | 161        | 7,9 %                  | 1 866        | 92,1 %       | 9                                 | 2 036             | 30,4 %        | Rejetée  |       |
| « Souhaitez-vous qu'une consultation populaire soit organisée dans le Jura afin de sonder l'opinion des Jurassiens quant à une séparation du Jura d'avec Berne ? »                                                         | Signau              | 71         | 3,8 %                  | 1 776        | 96,2 %       | 5                                 | 1 852             | 24,5 %        | Rejetée  |       |
| « Souhaitez-vous qu'une consultation populaire soit organisée dans le Jura afin de sonder l'opinion des Jurassiens quant à une séparation du Jura d'avec Berne ? »                                                         | Thoune              | 522        | 10 %                   | 4 713        | 90 %         | 37                                | 5 272             | 28,6 %        | Rejetée  |       |
| « Souhaitez-vous qu'une consultation populaire soit organisée dans le Jura afin de sonder l'opinion des Jurassiens quant à une séparation du Jura d'avec Berne ? »                                                         | Trachselwald        | 104        | 4,9 %                  | 2 018        | 95,1 %       | 20                                | 2 142             | 29,3 %        | Rejetée  |       |
| « Souhaitez-vous qu'une consultation populaire soit organisée dans le Jura afin de sonder l'opinion des Jurassiens quant à une séparation du Jura d'avec Berne ? »                                                         | Wangen              | 163        | 7 %                    | 2 173        | 93 %         | 17                                | 2 353             | 36,2 %        | Rejetée  |       |
| « Souhaitez-vous qu'une consultation populaire soit organisée dans le Jura afin de sonder l'opinion des Jurassiens quant à une séparation du Jura d'avec Berne ? »                                                         | Personnel militaire | 9          | 25,7 %                 | 26           | 74,3 %       | 1                                 | 36                | ø             | Rejetée  |       |
| Sous-total | Jura bernois        | 15 159     | 48,1 %                 | 16 355       | 51,9 %       | 535                               | 32 049            | 85,3 %        | Rejetée  |       |
| Sous-total | Reste du canton     | 7 971      | 11,1 %                 | 63 786       | 77,6 %       | 663                               | 72 420            | 32,9 %        | Rejetée  |       |
| Total | Canton de Berne     | 23 130     | 22,4 %                 | 80 141       | 77,6 %       | 1 198                             | 104 469           | 41,2 %        | Rejetée  |       |
| \| Votes « oui » (22,4 %) \| \| \| Votes « non » (77,6 %) \| \| ▲ \| \| \| \| \| Majorité absolue \| \| \| \| |                     |            |                        |              |              |                                   |                   |               |          |       |
| Source : Gazette de Lausanne, Journal de Genève et Archives d'État du canton de Berne, Note : Plusieurs sources rapportent des chiffres divergents. Les nombres indiqués ici sont ceux qui reviennent le plus fréquemment. |                     |            |                        |              |              |                                   |                   |               |          |       |
| Votes « oui » (22,4 %) |                     |            | Votes « non » (77,6 %) |              |              |                                   |                   |               |          |       |
| ▲ |                     |            |                        |              |              |                                   |                   |               |          |       |
| Majorité absolue |                     |            |                        |              |              |                                   |                   |               |          |       |

Malgré cet échec, le Rassemblement jurassien ne se résigne pas. Sous la direction de ses leaders, notamment Roland Béguelin, l'association entreprend une restructuration en profondeur. Les membres du Rassemblement jurassien décident d’intensifier les manifestations et actions militantes, tout en misant résolument sur la mobilisation de la jeunesse. Dès 1960, l'association projette de lancer quatre nouvelles initiatives cantonales afin d’améliorer les conditions des Jurassiens. Béguelin abandonne le discours géographique du Jura historique au profit d'une approche axée sur le Jura ethnique. Selon lui, la question ne relève plus d'une délimitation territoriale, mais d'une question d'identité. Le peuple jurassien représente les francophones, tandis que les germanophones et les immigrants d'origine bernoise ne devraient pas avoir voix au chapitre sur ce sujet. C'est dans ce contexte qu'une difficulté se pose : le cas particulier du district de Laufon. Bien qu'historiquement jurassien, ce district, majoritairement germanophone, est exclu du projet d'intégration au futur canton du Jura. Le Rassemblement jurassien admet alors la possibilité d'un canton du Jura composé de six districts francophones.
L'expression « Les années de braises » désigne la période allant de 1962 à 1975, durant laquelle les tensions entre les séparatistes jurassiens et les pro-bernois atteignent leur paroxysme. Cette époque se caractérise par des échauffourées, des menaces envers des élus politiques, des boycotts de commerces et restaurants appartenant aux adversaires, des actes de vandalisme, des dégradations de drapeaux, ainsi que des protestations et des attentats visant des infrastructures.

### Rapports des deux commissions
Le 16 juin 1967, le Conseil exécutif bernois établit la « Commission des Vingt-quatre », composée de douze membres bernois et de douze jurassiens, sous la présidence de Robert Bauder, conseiller d'État bernois et directeur de la police. Cette Commission a pour mission d'élaborer une liste des revendications jurassiennes. Son rapport, intitulé « Les données actuelles du problème jurassien, est présenté le 3 avril 1968. La première partie s'efforce de « démontrer que la minorité jurassienne bénéficie d'une situation tout à fait enviable au sein du canton de Berne ». La seconde partie retrace « les contacts pris entre la Commission et les différents acteurs jurassiens dans le but de présenter un état des lieux des différentes positions face à la Question jurassienne ». Cette démarche inclut notamment des discussions avec le RJ, l'UPJ et le GIPUC, ainsi qu'avec les préfets du Jura et de Bienne, les communes de Bienne et Laufon, des associations économiques, des établissements universitaires, des associations culturelles, ainsi que les Églises. Toutefois, avant sa publication, le rapport fait l'objet de vives discussions au sein de la Délégation du Conseil exécutif pour les Affaires jurassiennes (DCEAJ), qui veille attentivement sur la situation. La « Commission des Vingt-quatre » ne dispose donc pas d'une pleine autonomie vis-à-vis du Conseil exécutif bernois. En conséquence, les mouvements séparatistes, demeurant méfiants, choisissent d'ignorer ce rapport et poursuivent leurs actions. Dans le contexte de Mai 68, les confrontations entre groupes séparatistes et antiséparatistes s'intensifient. Le Groupe Bélier mène plusieurs actions emblématiques, notamment l'irruption au Palais fédéral lors de l'élection de Ludwig von Moos à la présidence de la Confédération, ainsi que la barricade de 120 jeunes membres dans la préfecture de Delémont le 29 juin, armés de vivres, de matériel de transmission, de haut-parleurs et de drapeaux jurassiens. Cette occupation dure environ vingt heures et mobilise plus d'un millier de militants, qui bloquent l'accès au bâtiment, empêchant ainsi toute intervention policière. Face à cette situation, le Conseil exécutif bernois se voit contraint de soumettre, le 2 juillet 1968, une proposition de disposition constitutionnelle au Grand Conseil bernois, permettant d'organiser un éventuel plébiscite dans le Jura. Parallèlement, le Conseil fédéral, en proie à la panique et craignant une montée de la violence, décide le 30 juillet 1968 de déployer l'armée dans le Jura pour protéger, à titre préventif, les installations militaires. De son côté, le RJ dénonce cette occupation militaire du territoire. Ces mesures prennent fin le 18 novembre.
Parallèlement, convaincu qu'un statut d'autonomie constitue la solution adéquate pour résoudre la Question jurassienne, le Conseil exécutif bernois sollicite l'assistance de la Confédération. Sur proposition du Conseil fédéral, il établit, le 16 juillet 1968, la « Commission confédérée de bons offices pour le Jura (CBO) » (également désignée sous le nom de « Commission Petitpierre »), chargée de traiter ce problème. Cette Commission est composée de deux anciens conseillers fédéraux, Max Petitpierre et Friedrich Traugott Wahlen, ainsi que de deux conseillers nationaux, Pierre Graber et Raymond Broger. Les discussions entre la Commission et le Conseil exécutif bernois portent sur la question cruciale de choisir entre l'organisation d'un plébiscite ou l'élaboration d'un nouveau statut pour le Jura. Pour la Commission, deux éléments revêtent une importance particulière. D'une part, il est essentiel que les Jurassiens puissent choisir entre la séparation et un nouveau statut, ce dernier devant être élaboré avant toute organisation de plébiscite. D'autre part, compte tenu des trois entités que compose le Jura (Nord, Sud, Laufonnais), il est impératif d'offrir aux Jurassiens la possibilité, après la votation populaire sur la séparation, d'organiser d'autres référendums dans les districts où la majorité des électeurs s'opposent au résultat du premier vote. C'est ainsi que se dessine le concept de « plébiscites en cascade ». Le premier rapport de la Commission est publié le 13 mai 1969, et évoque la nécessité du « rassemblement des Jurassiens de toutes tendances, à un large statut d'autonomie qui serait obtenu, voir imposé au canton de Berne »,.

### Dispositions constitutionnelles relatives au Jura
Sous la pression de divers milieux, y compris celle de la Confédération, le Conseil exécutif bernois présente, le 2 juillet 1969, son projet de « nouvelles dispositions constitutionnelles relatives au Jura ». Ce projet propose soit un statut d'autonomie spécial pour la région jurassienne au sein du canton de Berne, soit l'option de l'indépendance. Contrairement aux attentes de la Commission confédérée de bons offices, le Conseil exécutif bernois informe la population que les plébiscites, susceptibles de conduire à une éventuelle indépendance du Jura, ne pourront avoir lieu tant que l'additif concernant les « nouvelles dispositions constitutionnelles relatives au Jura » n'aura pas été définitivement approuvé, invoquant des « raisons de délai ». Le projet est adopté à l'unanimité par le Grand Conseil bernois le 9 septembre 1969, et il est donc soumis à votation populaire dans l'ensemble du canton l'année suivante.
Le Rassemblement jurassien annonce son refus des « nouvelles dispositions constitutionnelles relatives au Jura » et appelle ses adhérents à voter contre cette proposition lors de la votation populaire. Il craint que les résultats ne soient davantage favorables au Conseil exécutif bernois qu'aux séparatistes. Bien que l'adoption de ces dispositions puisse permettre l'organisation d'un plébiscite jurassien — qui constitue l'objectif principal des séparatistes — le RJ redoute que ce plébiscite, orchestré par le canton de Berne, mène à une partition du territoire jurassien. En effet, le RJ exige que les règles internationales relatives à l'organisation des plébiscites soient respectées, notamment le droit à l'autodétermination, ce qui implique que le peuple jurassien, tant les Jurassiens résidant sur le territoire que ceux vivant dans d'autres cantons, puisse s'exprimer. Cependant, le canton de Berne se réfère à la Constitution fédérale, qui, en son article 43, stipule que « tous habitants d'un canton ou d'une commune qui y résident depuis au moins trois mois peut prendre part à un vote ». Le RJ accuse ainsi les autorités bernoises de permettre le vote de personnes d'origine alémanique afin de garantir un résultat favorable au canton de Berne.

Contre toute attente, à la fin de l'année 1969, le Rassemblement jurassien modifie sa position et approuve l'additif constitutionnel tel que proposé par le Conseil exécutif bernois. Ce revirement s'explique par la conviction que le plébiscite offre aux Jurassiens une occasion à ne pas manquer d'exercer leur droit à l'autodétermination, même au prix de la perte d'une partie de leur territoire historique : 

« Le plan bernois doit être approuvé malgré tout, car il donne aux Jurassiens le droit de libre disposition. C'est une étape à ne pas manquer, même si nous ne sommes pas d'accord avec les modalités d'application du scrutin d'autodétermination. »

— Roland Béguelin, secrétaire général du Rassemblement jurassien
L'additif constitutionnel est alors soumis à la votation populaire dans le canton et est approuvé le 1er mars 1970, entrant en vigueur le 10 mars suivant.
| Question | Districts concernés | Pour (oui) | Pour (oui)              | Contre (non) | Contre (non) | Non comptabilisés (blancs & nuls) | Statistiques      | Statistiques  | Résultat |
| Question | Districts concernés | Votes      | Pourcentage             | Votes        | Pourcentage  | Non comptabilisés (blancs & nuls) | Bulletins rentrés | Participation | Résultat |
| --- | ------------------- | ---------- | ----------------------- | ------------ | ------------ | --------------------------------- | ----------------- | ------------- | -------- |
| « Acceptez-vous l'additif relatif aux nouvelles dispositions constitutionnelles concernant le Jura ? »          | Aarberg             | 2 515      | 85,7 %                  | 418          | 14,3 %       | 25                                | 2 958             | 40,9 %        | Acceptée |
| « Acceptez-vous l'additif relatif aux nouvelles dispositions constitutionnelles concernant le Jura ? »          | Aarwangen           | 3 365      | 84 %                    | 642          | 16 %         | 23                                | 4 030             | 36,2 %        | Acceptée |
| « Acceptez-vous l'additif relatif aux nouvelles dispositions constitutionnelles concernant le Jura ? »          | Berne               | 23 003     | 86,7 %                  | 3 478        | 13,3 %       | 244                               | 26 725            | 37,6 %        | Acceptée |
| « Acceptez-vous l'additif relatif aux nouvelles dispositions constitutionnelles concernant le Jura ? »          | Bienne              | 4 646      | 83,6 %                  | 912          | 16,4 %       | 48                                | 5 606             | 32,4 %        | Acceptée |
| « Acceptez-vous l'additif relatif aux nouvelles dispositions constitutionnelles concernant le Jura ? »          | Büren               | 1 549      | 79,3 %                  | 405          | 20,7 %       | 9                                 | 1 963             | 34,4 %        | Acceptée |
| « Acceptez-vous l'additif relatif aux nouvelles dispositions constitutionnelles concernant le Jura ? »          | Berthoud            | 3 519      | 84 %                    | 671          | 16 %         | 27                                | 4 217             | 35,4 %        | Acceptée |
| « Acceptez-vous l'additif relatif aux nouvelles dispositions constitutionnelles concernant le Jura ? »          | Cerlier             | 927        | 85 %                    | 163          | 15 %         | 9                                 | 1 099             | 43,1 %        | Acceptée |
| « Acceptez-vous l'additif relatif aux nouvelles dispositions constitutionnelles concernant le Jura ? »          | Courtelary          | 3 681      | 89,1 %                  | 452          | 10,9 %       | 41                                | 4 174             | 56,2 %        | Acceptée |
| « Acceptez-vous l'additif relatif aux nouvelles dispositions constitutionnelles concernant le Jura ? »          | Delémont            | 4 110      | 89,9 %                  | 460          | 10,1 %       | 47                                | 4 617             | 62,9 %        | Acceptée |
| « Acceptez-vous l'additif relatif aux nouvelles dispositions constitutionnelles concernant le Jura ? »          | Franches-Montagnes  | 1 579      | 91,1 %                  | 154          | 8,9 %        | 11                                | 1 744             | 69 %          | Acceptée |
| « Acceptez-vous l'additif relatif aux nouvelles dispositions constitutionnelles concernant le Jura ? »          | Fraubrunnen         | 2 317      | 84,8 %                  | 415          | 15,2 %       | 22                                | 2 754             | 39,4 %        | Acceptée |
| « Acceptez-vous l'additif relatif aux nouvelles dispositions constitutionnelles concernant le Jura ? »          | Frutigen            | 1 044      | 86,9 %                  | 157          | 13,1 %       | 9                                 | 1 210             | 26 %          | Acceptée |
| « Acceptez-vous l'additif relatif aux nouvelles dispositions constitutionnelles concernant le Jura ? »          | Gessenay            | 381        | 90,5 %                  | 40           | 9,5 %        | 0                                 | 421               | 20,7 %        | Acceptée |
| « Acceptez-vous l'additif relatif aux nouvelles dispositions constitutionnelles concernant le Jura ? »          | Interlaken          | 2 474      | 85 %                    | 437          | 15 %         | 25                                | 2 936             | 29,7 %        | Acceptée |
| « Acceptez-vous l'additif relatif aux nouvelles dispositions constitutionnelles concernant le Jura ? »          | Konolfingen         | 3 619      | 86,6 %                  | 558          | 13,4 %       | 35                                | 4 212             | 33,8 %        | Acceptée |
| « Acceptez-vous l'additif relatif aux nouvelles dispositions constitutionnelles concernant le Jura ? »          | La Neuveville       | 586        | 84,1 %                  | 111          | 15,9 %       | 6                                 | 703               | 49,1 %        | Acceptée |
| « Acceptez-vous l'additif relatif aux nouvelles dispositions constitutionnelles concernant le Jura ? »          | Laufon              | 1 562      | 88,7 %                  | 199          | 11,3 %       | 8                                 | 1 769             | 48,8 %        | Acceptée |
| « Acceptez-vous l'additif relatif aux nouvelles dispositions constitutionnelles concernant le Jura ? »          | Laupen              | 1 149      | 87,8 %                  | 160          | 12,2 %       | 5                                 | 1 314             | 37,9 %        | Acceptée |
| « Acceptez-vous l'additif relatif aux nouvelles dispositions constitutionnelles concernant le Jura ? »          | Moutier             | 4 382      | 90,4 %                  | 465          | 9,6 %        | 33                                | 4 880             | 56,5 %        | Acceptée |
| « Acceptez-vous l'additif relatif aux nouvelles dispositions constitutionnelles concernant le Jura ? »          | Nidau               | 2 379      | 83,1 %                  | 485          | 16,9 %       | 17                                | 2 881             | 33,3 %        | Acceptée |
| « Acceptez-vous l'additif relatif aux nouvelles dispositions constitutionnelles concernant le Jura ? »          | Niedersimmental     | 1 499      | 88 %                    | 204          | 12 %         | 4                                 | 1 707             | 31,4 %        | Acceptée |
| « Acceptez-vous l'additif relatif aux nouvelles dispositions constitutionnelles concernant le Jura ? »          | Oberhasli           | 584        | 88,4 %                  | 77           | 11,6 %       | 1                                 | 662               | 28,8 %        | Acceptée |
| « Acceptez-vous l'additif relatif aux nouvelles dispositions constitutionnelles concernant le Jura ? »          | Obersimmental       | 544        | 89,6 %                  | 63           | 10,4 %       | 6                                 | 613               | 25,3 %        | Acceptée |
| « Acceptez-vous l'additif relatif aux nouvelles dispositions constitutionnelles concernant le Jura ? »          | Porrentruy          | 4 521      | 91,5 %                  | 418          | 8,5 %        | 47                                | 4 988             | 67,2 %        | Acceptée |
| « Acceptez-vous l'additif relatif aux nouvelles dispositions constitutionnelles concernant le Jura ? »          | Schwarzenburg       | 676        | 83,5 %                  | 134          | 16,5 %       | 1                                 | 811               | 29 %          | Acceptée |
| « Acceptez-vous l'additif relatif aux nouvelles dispositions constitutionnelles concernant le Jura ? »          | Seftigen            | 2 069      | 84,2 %                  | 389          | 15,8 %       | 21                                | 2 479             | 30,8 %        | Acceptée |
| « Acceptez-vous l'additif relatif aux nouvelles dispositions constitutionnelles concernant le Jura ? »          | Signau              | 1 670      | 84 %                    | 319          | 16 %         | 12                                | 2 001             | 26,3 %        | Acceptée |
| « Acceptez-vous l'additif relatif aux nouvelles dispositions constitutionnelles concernant le Jura ? »          | Thoune              | 5 914      | 85,9 %                  | 969          | 14,1 %       | 44                                | 6 927             | 31,6 %        | Acceptée |
| « Acceptez-vous l'additif relatif aux nouvelles dispositions constitutionnelles concernant le Jura ? »          | Trachselwald        | 2 176      | 86 %                    | 353          | 14 %         | 12                                | 2 541             | 34,6 %        | Acceptée |
| « Acceptez-vous l'additif relatif aux nouvelles dispositions constitutionnelles concernant le Jura ? »          | Wangen              | 1 904      | 81,8 %                  | 424          | 18,2 %       | 18                                | 2 346             | 34 %          | Acceptée |
| « Acceptez-vous l'additif relatif aux nouvelles dispositions constitutionnelles concernant le Jura ? »          | Personnel militaire | 14         | 93,3 %                  | 1            | 6,7 %        | 0                                 | 15                | ø             | Acceptée |
| Sous-total | Jura bernois        | 20 421     | 90 %                    | 2 259        | 10 %         | 193                               | 22 873            | 59,5 %        | Acceptée |
| Sous-total | Reste du canton     | 69 937     | 85,5 %                  | 11 874       | 14,5 %       | 617                               | 82 428            | 34,4 %        | Acceptée |
| Total | Canton de Berne     | 90 358     | 86,47 %                 | 14 133       | 13,53 %      | 810                               | 105 301           | 37,8 %        | Acceptée |
| \| Votes « oui » (86,47 %) \| \| \| Votes « non » (13,53 %) \| \| ▲ \| \| \| \| \| Majorité absolue \| \| \| \| |                     |            |                         |              |              |                                   |                   |               |          |
| Source : Tribunal fédéral & Archives d'État du canton de Berne,                                                 |                     |            |                         |              |              |                                   |                   |               |          |
| Votes « oui » (86,47 %)                                                                                         |                     |            | Votes « non » (13,53 %) |              |              |                                   |                   |               |          |
| ▲ |                     |            |                         |              |              |                                   |                   |               |          |
| Majorité absolue                                                                                                |                     |            |                         |              |              |                                   |                   |               |          |

## Plébiscites en cascade

### Organisation
Le 18 décembre 1970, le Conseil exécutif bernois met en œuvre les dispositions constitutionnelles définissant les modalités d'une procédure d'autodétermination pour le Jura, structurée en trois étapes de « votation en cascade », désignées sous le nom de « plébiscites jurassiens »,:
| Additif sur les nouvelles dispositions constitutionnelles relatives au Jura - Premier plébiscite : Décision des sept districts concernés quant à la création d'un nouveau canton ; - Deuxième plébiscite (sur référendum): 1. Si, dans l'ensemble des sept districts, la majorité se prononce pour un canton du Jura (oui), les districts qui auront donné une majorité négative (non) pourront demander, dans un délais de six mois, un nouveau scrutin qui leur permettra de décider s'ils veulent adhérer au nouveau canton ou demeurer bernois ; 2. Si, dans l'ensemble des sept districts, la majorité se prononce contre un canton du Jura (non), les districts qui auront donné une majorité pour (oui) pourront, dans les six mois, demander un nouveau plébiscite; ils auront ainsi la faculté de se constituer en canton indépendant ; 3. Concernant le district de Laufon, celui-ci dispose de droits spéciaux. Si une procédure de séparation est engagée, et qu'elle ne concerne pas ce district, il pourra demander, dans un délais de deux ans, l'ouverture d'une procédure de rattachement à un canton voisin ; - Troisième plébiscite (sur référendum) : Si, à la suite de ces deux votes, un canton du Jura à territoire limité voit le jour, les communes limitrophes de la nouvelle frontière pourront, dans un délai de deux mois, s'autodéterminer pour ou contre une adhésion au nouveau canton. |

### Premier plébiscite

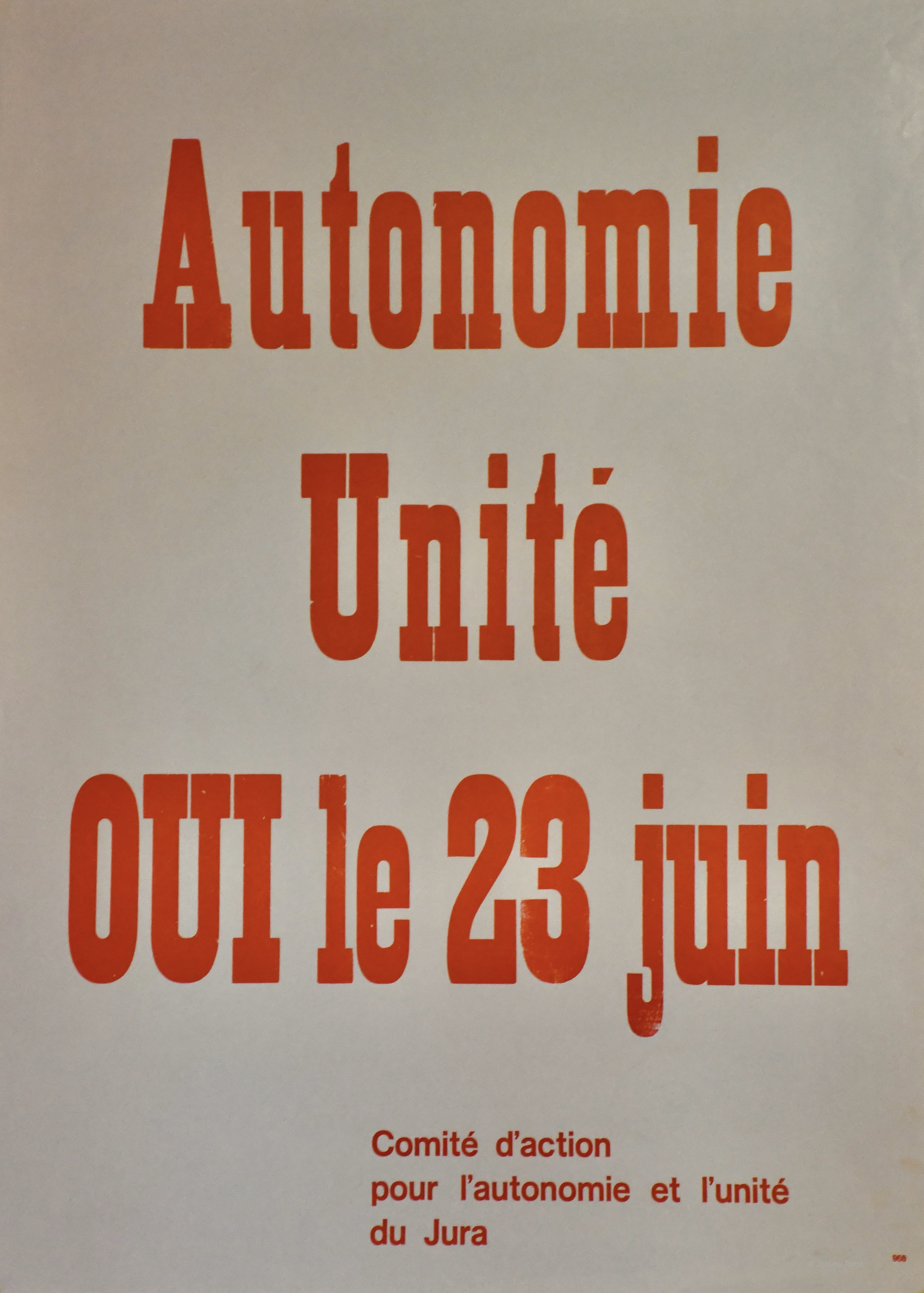
Affiche en faveur du oui.

Le premier plébiscite, portant sur la création d'un nouveau canton, est programmé pour les 22 et 23 juin 1974. Les vagues d'intimidation, tant séparatistes qu'antiséparatistes, sont contenues lors de ce vote. Les mouvements séparatistes appellent à voter oui, tandis que les mouvements antiséparatistes prônent le non. Les mouvements de la troisième force recommandent, quant à eux, de voter blanc. Le dimanche soir, une majorité se prononce en faveur de la création d'un nouveau canton.

Dans les trois districts du nord — Delémont, Porrentruy et les Franches-Montagnes — le oui obtient une large majorité, tandis que la situation est inversée dans les trois districts du sud, à savoir Moutier, Courtelary et La Neuveville, ainsi que dans le Laufonnais.
| Question | Districts concernés | Nombres d'électeurs | Pour (oui)              | Pour (oui)  | Contre (non) | Contre (non) | Non comptabilisés | Non comptabilisés | Statistiques      | Statistiques  | Résultat | Carte |
| Question | Districts concernés | Nombres d'électeurs | Votes                   | Pourcentage | Votes        | Pourcentage  | Blancs            | Nuls              | Bulletins rentrés | Participation | Résultat | Carte |
| --- | ------------------- | ------------------- | ----------------------- | ----------- | ------------ | ------------ | ----------------- | ----------------- | ----------------- | ------------- | -------- | ----- |
| « Voulez-vous former un nouveau canton ? »                                                                          | Courtelary          | 15 187              | 3 123                   | 23 %        | 10 260       | 77 %         | 262               | 26                | 13 671            | 90,03 %       | Refusée  |       |
| « Voulez-vous former un nouveau canton ? »                                                                          | Delémont            | 15 725              | 11 070                  | 79 %        | 2 948        | 21 %         | 509               | 19                | 14 546            | 92,50 %       | Acceptée |       |
| « Voulez-vous former un nouveau canton ? »                                                                          | Franches-Montagnes  | 5 046               | 3 573                   | 77 %        | 1 058        | 23 %         | 76                | 10                | 4 717             | 93,48 %       | Acceptée |       |
| « Voulez-vous former un nouveau canton ? »                                                                          | La Neuveville       | 3 178               | 931                     | 34 %        | 1 776        | 66 %         | 41                | 1                 | 2 749             | 86,47 %       | Refusée  |       |
| « Voulez-vous former un nouveau canton ? »                                                                          | Laufon              | 7 666               | 1 433                   | 26 %        | 4 119        | 74 %         | 51                | 5                 | 5 608             | 73,16 %       | Refusée  |       |
| « Voulez-vous former un nouveau canton ? »                                                                          | Moutier             | 18 366              | 7 069                   | 43 %        | 9 330        | 57 %         | 383               | 20                | 16 802            | 91,48 %       | Refusée  |       |
| « Voulez-vous former un nouveau canton ? »                                                                          | Porrentruy          | 15 615              | 9 603                   | 68 %        | 4 566        | 32 %         | 404               | 34                | 14 607            | 93,62 %       | Acceptée |       |
| Total | Jura bernois        | 80 783              | 36 802                  | 51,94 %     | 34 057       | 48,06 %      | 1 726             | 115               | 72 700            | 88,67 %       | Acceptée |       |
| \| Votes « oui » (51,94 %) \| \| \| Votes « non » (48,06 %) \| \| ▲ \| \| \| \| \| Majorité absolue \| \| \| \|     |                     |                     |                         |             |              |              |                   |                   |                   |               |          |       |
| Source : Feuille officielle des résultats du premier plébiscite (23 juin 1974) & Archives d'État du canton de Berne |                     |                     |                         |             |              |              |                   |                   |                   |               |          |       |
| Votes « oui » (51,94 %)                                                                                             |                     |                     | Votes « non » (48,06 %) |             |              |              |                   |                   |                   |               |          |       |
| ▲ |                     |                     |                         |             |              |              |                   |                   |                   |               |          |       |
| Majorité absolue |                     |                     |                         |             |              |              |                   |                   |                   |               |          |       |

Lors du premier plébiscite, sur un total d'ayants droit de 80 783, 72 700 citoyens ont voté. Vellerat est la commune ou le taux de participation est au plus haut avec 100%. À contrario, les communes où le scrutin a le moins passionné sont Duggingen avec 63% de taux de participation ainsi que La Scheulte (67,7%) et Roggenbourg (72,4%). Toutes les communes des Franches-Montagnes ont votées oui. Dans le district de Porrentruy, le non a été majoritaire à Asuel et Roche-d'Or. Dans celui de Delémont, les deux localités germanophones de Roggenbourg et Ederswiler ont dit non, ainsi qu'à Rebévelier. Dans les communes des districts du sud, toutes les communes ont voté non sauf celles situées au nord du district de Moutier.

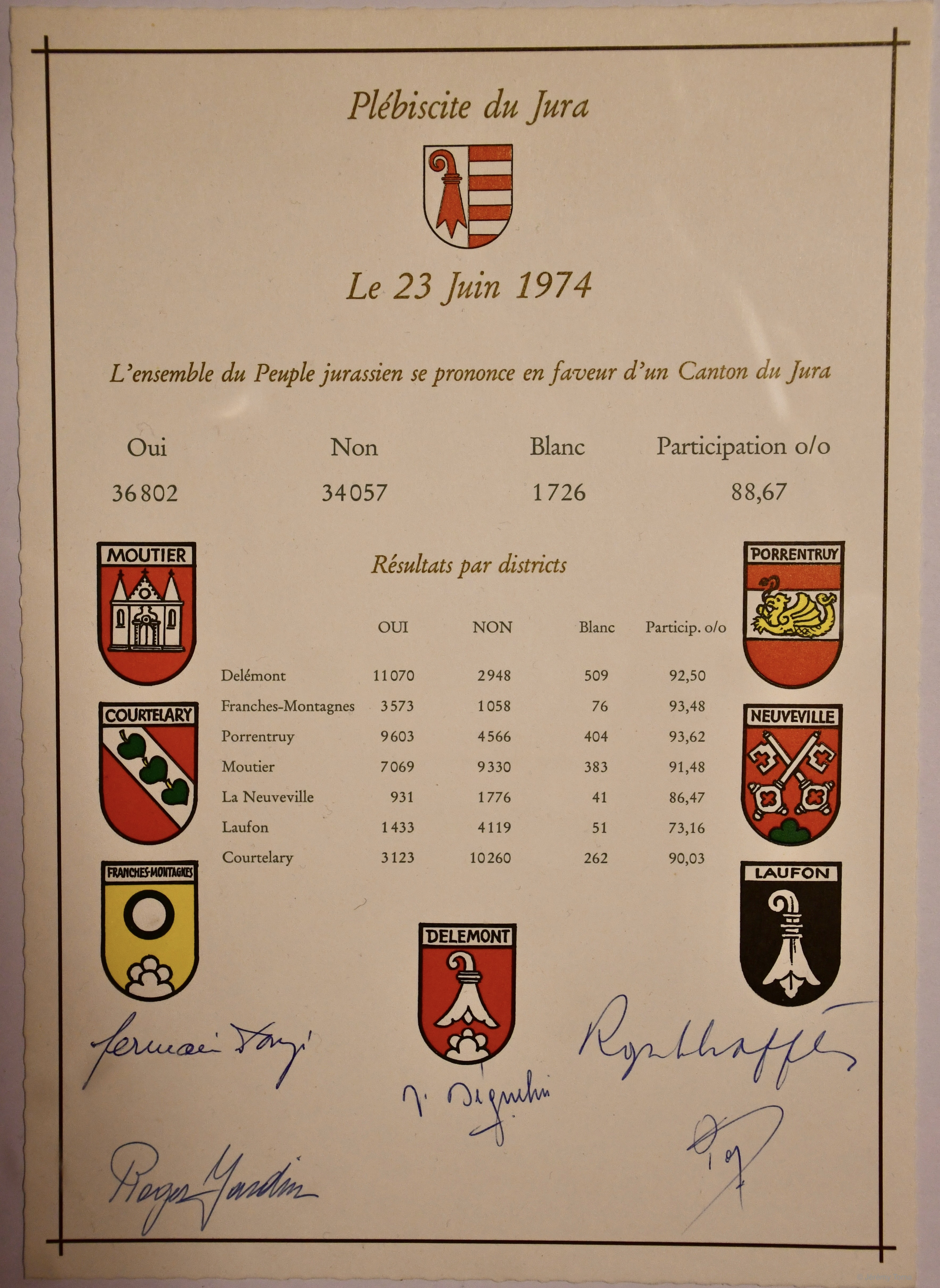
Feuille officielle des résultats du premier plébiscite.

Les séparatistes tempèrent la situation dans l'espoir que les pro-bernois accepteront de collaborer à la création du nouveau canton. Toutefois, dès le lendemain, les opposants à la séparation entament des démarches visant à organiser, par voie d'initiatives, un second plébiscite dans les districts méridionaux où le non à la séparation avait dominé (Moutier, Courtelary et La Neuveville). Parallèlement, le groupe Action pour un Laufonnais indépendant et fort affirme que le rejet de la séparation dans le Laufonnais ne saurait être interprété comme une preuve de loyauté envers Berne. Le 25 juin, ils fondent l'Association pour un Laufonnais indépendant, avec pour objectif de lancer une initiative visant à rejoindre un autre canton alémanique et éviter ainsi de demeurer une enclave bernoise.

### Deuxième plébiscite
Le 5 septembre 1974, l'organisation antiséparatiste Force démocratique dépose une initiative, forte de 16 067 signatures, visant à organiser un second plébiscite. Celui-ci doit déterminer si les trois districts francophones ayant voté contre la séparation resteront dans le canton de Berne ou se rallieront aux trois districts du nord pour former le nouveau canton du Jura. Soucieux de clore au plus vite la Question jurassienne, le Grand Conseil bernois décide de fixer la date de ce second plébiscite au 13 décembre de la même année. Cette décision suscite l'opposition des mouvements séparatistes, qui la jugent trop précipitée. Toutefois, le 1er novembre, le Tribunal fédéral annule la décision du Grand Conseil de fixer cette date. Néanmoins, Le 13 novembre, l'organisation Force démocratique dépose à nouveau une nouvelle initiative, soutenue par 19 761 signatures, visant à organiser un second plébiscite dans les districts de Moutier, Courtelary et La Neuveville. En réponse, le Grand Conseil bernois fixe la date de la votation au 16 mars 1975.
Une nouvelle vague de violence accompagne l'organisation du second plébiscite, marquée par des manifestations, rassemblements et attentats. Les actions des séparatistes se concentrent notamment sur des saccages de domiciles et des attaques à l'explosif.
Les mouvements séparatistes et de la troisième force appellent à voter non, tandis que les mouvements antiséparatistes prônent le oui.
Lors du plébiscite du 16 mars 1975, les districts de Moutier, Courtelary et La Neuveville décident de rester au sein du canton de Berne. Dès lors, le futur canton du Jura sera constitué uniquement des trois districts du nord : Delémont, Porrentruy et les Franches-Montagnes.
| Question                                                               | Districts concernés | Pour (oui) | Pour (oui)  | Contre (non) | Contre (non) | Non comptabilisés (Blancs/Nuls) | Statistiques      | Statistiques        | Résultat | Carte |
| Question                                                               | Districts concernés | Votes      | Pourcentage | Votes        | Pourcentage  | Non comptabilisés (Blancs/Nuls) | Bulletins rentrés | Participation       | Résultat | Carte |
| ---------------------------------------------------------------------- | ------------------- | ---------- | ----------- | ------------ | ------------ | ------------------------------- | ----------------- | ------------------- | -------- | ----- |
| « Voulez-vous continuer à faire partie du canton de Berne ? »          | Courtelary          | 10 802     | 76 %        | 3 268        | 24 %         | 115                             | 14 185            | 93,13 % (ou 92,5 %) | Acceptée |       |
| « Voulez-vous continuer à faire partie du canton de Berne ? »          | La Neuveville       | 1 927      | 65 %        | 997          | 35 %         | 28                              | 2 952             | 91,48 %             | Acceptée |       |
| « Voulez-vous continuer à faire partie du canton de Berne ? »          | Moutier             | 9 947      | 56 %        | 7 740        | 44 %         | 113                             | 17 800            | 96,02 %             | Acceptée |       |
| Source : Chronologie jurassienne & Archives d'État du canton de Berne, |                     |            |             |              |              |                                 |                   |                     |          |       |

Au lendemain de la votation, plusieurs manifestations de protestation et incidents entre séparatistes et antiséparatistes éclatèrent à la suite des résultats. Le Rassemblement jurassien qualifie le second plébiscite de « système criminel de plébiscites en cascade » et annonce son intention de reprendre le combat. Par ailleurs, le groupement dépose des recours contre le second plébiscite, lesquels seront toutefois rejetés par le Conseil fédéral. Les antiséparatistes, ainsi que Force démocratique, annoncent qu'ils ne se démobiliseront pas et appellent les séparatistes à reconnaître les résultats du plébiscite.

### Troisième plébiscite
Tout au long de l'année 1975, de nombreuses manifestations, affrontements, attentats et autres actions menées par des séparatistes et des antiséparatistes se produisent sur l'ensemble du territoire du sud du Jura, entraînant souvent des incidents graves et de nombreux blessés. Par la suite, conformément à l'additif sur les nouvelles dispositions constitutionnelles relatives au Jura, les séparatistes engagent les procédures nécessaires pour organiser, par le biais de référendums, un troisième plébiscite dans les communes bernoises concernées. En réponse, les antiséparatistes initient également des démarches en vue d'un troisième plébiscite dans les communes où une majorité est favorable à Berne. En effet, selon les modalités de l'additif constitutionnel du 10 mars 1970, un troisième plébiscite ne peut être organisé que dans les communes situées le long de la nouvelle frontière cantonale entre le futur canton du Jura et celui de Berne. Celles-ci, par référendum, peuvent choisir de rester ou non dans le canton de Berne, tandis que les communes des trois districts séparatistes limitrophes du canton de Berne pourront également décider de leur appartenance. Huit communes sollicitent la possibilité de revoter sur leur appartenance cantonale : Châtillon, Corban, Courchapoix, Les Genevez, Lajoux, Mervelier, Rossemaison et Vellerat. Le vote est fixé au 29 juin. À cette date, toutes les huit communes se prononcent en faveur de leur rattachement au canton du Jura. Toutefois, au lendemain de la votation, le Conseil fédéral informe les communes concernées que la votation devra être répétée[pourquoi ?],.
Le 6 juillet, le Rassemblement jurassien organise une votation non officielle, dite « sauvage », dans la commune de Bellelay, qui se solde par un résultat favorable au Jura à hauteur de 51,39 %.
Le 15 juillet, les huit communes précédentes, ainsi que celles de Courrendlin, Moutier, Perrefitte, Grandval, La Scheulte, Roches, Roggenbourg et Ederswiler, demandent à nouveau la possibilité de revoter sur leur appartenance cantonale. Les votations sont programmées pour les 7 et 14 septembre, ainsi que pour le 19 octobre. Parmi ces seize communes, deux posent problème : Vellerat, qui possède une population majoritairement séparatiste, et Ederswiler, dont la population est majoritairement germanophone. Ne se trouvant pas le long de la future frontière cantonale, leurs demandes sont donc rejetées. Cependant, ces deux communes décident d'organiser malgré tout une votation non officielle, dite « sauvage ».
Des échauffourées éclatent à Moutier durant le troisième plébiscite, entre séparatistes et forces de l'ordre, événements qui seront par la suite qualifiés des « évènements de Moutier », et ce, entre le 1er et le 8 septembre. Pendant cette période, la ville est pratiquement occupée par les séparatistes, qui finissent par être délogés de manière violente par les forces de l'ordre. Certains comparent alors Moutier à Belfast, en référence aux émeutes entre catholiques et protestants en Irlande du Nord.
Le 7 septembre 1975, dix communes, à savoir Châtillon, Corban, Courchapoix, Courrendlin, Les Genevez, Grandval, Moutier, Perrefitte, Rossemaison et Rebévelier, votent sur leur appartenance cantonale. Le 14 septembre, trois autres communes, Lajoux, Mervelier et La Scheulte, se prononcent également, tandis que la commune de Vellerat effectue un vote inofficiel. Le 19 octobre, Roggenbourg vote à son tour, suivi le 26 octobre par Ederswiler, qui organise également un vote non officiel,.
Finalement, huit communes ont voté pour leur rattachement au nouveau canton du Jura : Châtillon, Corban, Courchapoix, Courrendlin, Mervelier et Rossemaison quittent le district de Moutier pour rejoindre celui de Delémont, tandis que Lajoux et Les Genevez s’intègrent au district des Franches-Montagnes. Deux autres communes, quant à elles, choisissent de rejoindre le canton de Berne en se séparant du district de Delémont : Rebévelier est rattachée au district de Moutier et Roggenbourg à celui de Laufon. Par ailleurs, quatre communes confirment leur appartenance au canton de Berne et demeurent dans le district de Moutier : Grandval, Moutier, Perrefitte et La Scheulte. Enfin, les résultats des communes de Vellerat, favorable à un rattachement au canton du Jura, et d'Ederswiler, en faveur d'une intégration au district de Laufon, ne sont pas pris en compte, car ces votations, qualifiées de « sauvages », n'avaient pas de caractère officiel. Ces changements de districts prennent effet officiellement le 1er janvier 1976.
| Question                                                               | Dates        | Communes concernées | Pour (oui) | Pour (oui)  | Contre (non) | Contre (non) | Non comptabilisés (Blancs/Nuls) | Statistiques      | Statistiques  | Résultat | Carte |
| Question                                                               | Dates        | Communes concernées | Votes      | Pourcentage | Votes        | Pourcentage  | Non comptabilisés (Blancs/Nuls) | Bulletins rentrés | Participation | Résultat | Carte |
| ---------------------------------------------------------------------- | ------------ | ------------------- | ---------- | ----------- | ------------ | ------------ | ------------------------------- | ----------------- | ------------- | -------- | ----- |
| « Voulez-vous continuer à faire partie du canton de Berne ? »          | 7 septembre  | Châtillon           | 16         | 9,8 %       | 148          | 90,2 %       | 3                               | 167               | 89,3 %        | Refusée  |       |
| « Voulez-vous continuer à faire partie du canton de Berne ? »          | 7 septembre  | Corban              | 6          | 3,1 %       | 193          | 96,9 %       | 1                               | 206               | 83,1 %        | Refusée  |       |
| « Voulez-vous continuer à faire partie du canton de Berne ? »          | 7 septembre  | Courchapoix         | 0          | 0 %         | 179          | 100 %        | 3                               | 182               | 85 %          | Refusée  |       |
| « Voulez-vous continuer à faire partie du canton de Berne ? »          | 7 septembre  | Courrendlin         | 563        | 38,9 %      | 881          | 61,1 %       | 4                               | 1 448             | 96,7 %        | Refusée  |       |
| « Voulez-vous continuer à faire partie du canton de Berne ? »          | 7 septembre  | Grandval            | 151        | 99,3 %      | 1            | 0,7 %        | 0                               | 152               | 61 %          | Acceptée |       |
| « Voulez-vous continuer à faire partie du canton de Berne ? »          | 7 septembre  | Les Genevez         | 6          | 2,6 %       | 223          | 97,4 %       | 2                               | 231               | 73,1 %        | Refusée  |       |
| « Voulez-vous continuer à faire partie du canton de Berne ? »          | 7 septembre  | Moutier             | 2 540      | 54,1 %      | 2 151        | 45,9 %       | 34                              | 4 725             | 95,1 %        | Acceptée |       |
| « Voulez-vous continuer à faire partie du canton de Berne ? »          | 7 septembre  | Perrefitte          | 167        | 99,4 %      | 1            | 0,6 %        | 2                               | 170               | 58,2 %        | Acceptée |       |
| « Voulez-vous continuer à faire partie du canton de Berne ? »          | 7 septembre  | Rossemaison         | 6          | 3,3 %       | 177          | 96,7 %       | 1                               | 184               | 78,6 %        | Refusée  |       |
| « Voulez-vous continuer à faire partie du canton de Berne ? »          | 7 septembre  | Rebévelier          | 19         | 82,6 %      | 4            | 17,4 %       | 0                               | 23                | 88,5 %        | Acceptée |       |
| « Voulez-vous continuer à faire partie du canton de Berne ? »          | 14 septembre | Lajoux              | 11         | 4,2 %       | 251          | 95,8 %       | 2                               | 264               | 74,8 %        | Refusée  |       |
| « Voulez-vous continuer à faire partie du canton de Berne ? »          | 14 septembre | Mervelier           | 19         | 7,3 %       | 243          | 92,7 %       | 2                               | 264               | 81 %          | Refusée  |       |
| « Voulez-vous continuer à faire partie du canton de Berne ? »          | 14 septembre | La Scheulte         | 20         | 74,1 %      | 7            | 25,9 %       | 2                               | 29                | 93,5 %        | Acceptée |       |
| « Voulez-vous continuer à faire partie du canton de Berne ? »          | 19 octobre   | Roggenbourg         | 97         | 90,7 %      | 10           | 9,3 %        | 0                               | 107               | 75,4 %        | Acceptée |       |
| Source : Chronologie jurassienne & Archives d'État du canton de Berne, |              |                     |            |             |              |              |                                 |                   |               |          |       |

| Question                                                               | Dates        | Communes concernées | Pour (oui) | Pour (oui)  | Contre (non) | Contre (non) | Non comptabilisés (Blancs/Nuls) | Statistiques      | Statistiques  | Résultat |
| Question                                                               | Dates        | Communes concernées | Votes      | Pourcentage | Votes        | Pourcentage  | Non comptabilisés (Blancs/Nuls) | Bulletins rentrés | Participation | Résultat |
| ---------------------------------------------------------------------- | ------------ | ------------------- | ---------- | ----------- | ------------ | ------------ | ------------------------------- | ----------------- | ------------- | -------- |
| « Voulez-vous continuer à faire partie du canton de Berne ? »          | 14 septembre | Vellerat            | 0          | 0 %         | 29           | 100 %        | 1                               | 29                | 70,7 %        | Refusée  |
| « Voulez-vous continuer à faire partie du canton de Berne ? »          | 26 octobre   | Ederswiler          | 78         | 89,7 %      | 9            | 10,3 %       | 2                               | 87                | 88,9 %        | Acceptée |
| Source : Chronologie jurassienne & Archives d'État du canton de Berne, |              |                     |            |             |              |              |                                 |                   |               |          |

### Deuxième plébiscite pour le Laufonnais
Sous l'impulsion de Jacques Gubler, préfet du district de Laufon, une commission volontaire du district (de) a été constituée le 18 septembre 1974 à Laufon. Son objectif était de mener toutes les clarifications politiques et juridiques nécessaires en vue d'élaborer les fondements d'une décision populaire concernant l'avenir politique du Laufonnais, dans le cadre du droit à l'autodétermination. Composée de vingt-quatre membres, cette commission a d'abord agi sans base légale,
Le 25 janvier 1975, le groupe Jura-Sud autonome est fondé, avec pour objectif la création d'un demi-canton constitué du Jura-Sud. Ce mouvement bénéficie du soutien du Rassemblement jurassien, qui annonce publiquement que si les trois districts concernés par le second plébiscite demeurent bernois, il s'engage, par acte notarié, à faire inscrire dans la Constitution du futur canton du Jura le droit pour le Jura-Sud de se constituer en demi-canton, ainsi que le droit pour le Laufonnais de rejoindre le canton alémanique de son choix. Par ailleurs, le 24 février 1975 la Commission du district de Laufon dépose une initiative, accompagnée de 3 312 signatures, en vue d'organiser une votation sur cette question.
Toujours dans le cadre du deuxième plébiscite, le 14 septembre 1975, les habitants du district de Laufon se prononcent, par votation populaire, pour le maintien dans le canton de Berne, tout en initiant les démarches en vue d'un rattachement ultérieur à un autre canton.
| Question | Communes concernées | Pour (oui) | Pour (oui)            | Contre (non) | Contre (non) | Non comptabilisés (Blancs/Nuls) | Statistiques      | Statistiques  | Résultat | Carte |
| Question | Communes concernées | Votes      | Pourcentage           | Votes        | Pourcentage  | Non comptabilisés (Blancs/Nuls) | Bulletins rentrés | Participation | Résultat | Carte |
| --- | ------------------- | ---------- | --------------------- | ------------ | ------------ | ------------------------------- | ----------------- | ------------- | -------- | ----- |
| « Voulez-vous que le district de Laufon - sous réserve de rattachement à un canton voisin - continue à faire partie du canton de Berne ? » | Blauen              | 126        | 92,6 %                | 10           | 7,4 %        | 1                               | 137               | 52,9 %        | Acceptée |       |
| « Voulez-vous que le district de Laufon - sous réserve de rattachement à un canton voisin - continue à faire partie du canton de Berne ? » | Brislach            | 325        | 93,7 %                | 22           | 6,3 %        | 2                               | 349               | 63,9 %        | Acceptée |       |
| « Voulez-vous que le district de Laufon - sous réserve de rattachement à un canton voisin - continue à faire partie du canton de Berne ? » | La Bourg            | 87         | 100 %                 | 0            | 0 %          | 0                               | 87                | 70,7 %        | Acceptée |       |
| « Voulez-vous que le district de Laufon - sous réserve de rattachement à un canton voisin - continue à faire partie du canton de Berne ? » | Dittingen           | 181        | 85,4 %                | 31           | 14,6 %       | 1                               | 213               | 59,8 %        | Acceptée |       |
| « Voulez-vous que le district de Laufon - sous réserve de rattachement à un canton voisin - continue à faire partie du canton de Berne ? » | Duggingen           | 206        | 96,7 %                | 7            | 3,3 %        | 4                               | 217               | 50,3 %        | Acceptée |       |
| « Voulez-vous que le district de Laufon - sous réserve de rattachement à un canton voisin - continue à faire partie du canton de Berne ? » | Grellingen          | 334        | 96,5 %                | 12           | 3,5 %        | 9                               | 355               | 48,9 %        | Acceptée |       |
| « Voulez-vous que le district de Laufon - sous réserve de rattachement à un canton voisin - continue à faire partie du canton de Berne ? » | Laufon              | 1 498      | 95,8 %                | 65           | 4,2 %        | 10                              | 1 573             | 64 %          | Acceptée |       |
| « Voulez-vous que le district de Laufon - sous réserve de rattachement à un canton voisin - continue à faire partie du canton de Berne ? » | Liesberg            | 343        | 86,8 %                | 52           | 13,2 %       | 7                               | 359               | 57,1 %        | Acceptée |       |
| « Voulez-vous que le district de Laufon - sous réserve de rattachement à un canton voisin - continue à faire partie du canton de Berne ? » | Nenzlingen          | 97         | 89,8 %                | 11           | 10,2 %       | 1                               | 109               | 64,9 %        | Acceptée |       |
| « Voulez-vous que le district de Laufon - sous réserve de rattachement à un canton voisin - continue à faire partie du canton de Berne ? » | Röschenz            | 334        | 95,4 %                | 16           | 4,6 %        | 1                               | 351               | 49,6 %        | Acceptée |       |
| « Voulez-vous que le district de Laufon - sous réserve de rattachement à un canton voisin - continue à faire partie du canton de Berne ? » | Wahlen              | 321        | 97,6 %                | 8            | 2,4 %        | 2                               | 331               | 58,4 %        | Acceptée |       |
| « Voulez-vous que le district de Laufon - sous réserve de rattachement à un canton voisin - continue à faire partie du canton de Berne ? » | Zwingen             | 364        | 92,4 %                | 30           | 7,6 %        | 1                               | 395               | 49,3 %        | Acceptée |       |
| Total | District de Laufon  | 4 216      | 94,6 %                | 264          | 5,4 %        | 39                              | 4 519             | 57,6 %        | Acceptée |       |
| \| Votes « oui » (94,6 %) \| \| \| Votes « non » (5,4 %) \| \| ▲ \| \| \| \| \| Majorité absolue \| \| \| \|                               |                     |            |                       |              |              |                                 |                   |               |          |       |
| Source : Archives d'État du canton de Berne,                                                                                               |                     |            |                       |              |              |                                 |                   |               |          |       |
| Votes « oui » (94,6 %) |                     |            | Votes « non » (5,4 %) |              |              |                                 |                   |               |          |       |
| ▲ |                     |            |                       |              |              |                                 |                   |               |          |       |
| Majorité absolue |                     |            |                       |              |              |                                 |                   |               |          |       |

S'appuyant sur la « loi sur l'introduction et la mise en œuvre de la procédure de rattachement du Laufonnais à un canton voisin », adoptée par le Grand Conseil bernois le 19 novembre 1975, la commission volontaire du district (de) devient un organe officiel. Celle-ci acquiert le statut unique en Suisse de collectivité territoriale de droit public. Cette nouvelle qualification lui confère le pouvoir de négocier et de prendre des décisions de manière autonome concernant un éventuel changement de canton. À cette fin, la commission de district a été transformée en un organe démocratiquement légitimé. Le 4 avril 1976, les citoyens du Laufonnais procèdent pour la première fois à l'élection directe des vingt-six membres de la Commission du district de Laufon. Celle-ci se compose désormais de douze démocrates-chrétien, huit radicaux, deux socialistes, deux indépendants et deux représentants de mouvements locaux,. Les membres sont élus par les communes, chaque commune disposant d'un nombre de sièges proportionnel à sa population. Élus pour un mandat de six ans, les membres de la Commission ont poursuivi l’accomplissement de nombreuses missions, notamment l’information sur les objets de votation, la conduite de négociations, l'exercice du droit de participation auprès des autorités cantonales, ainsi que l'information et la consultation de la population. Elle a également œuvré à l’élaboration de bases décisionnelles. En vue de la votation du 18 juin 1978, qui portait sur la demande populaire de lancement de la procédure de rattachement à un canton voisin, 19 des 26 membres se sont prononcés en faveur du oui.

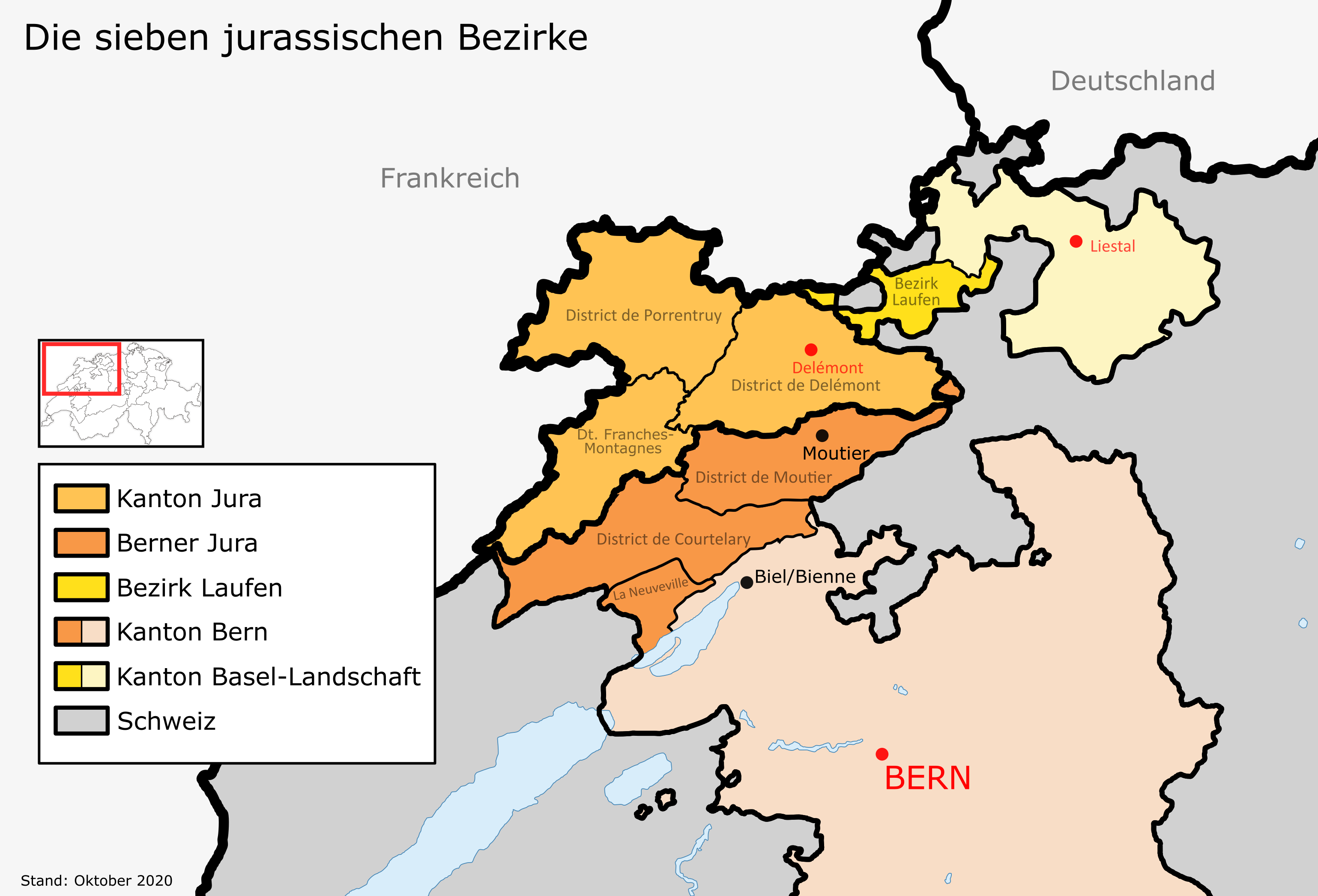
Carte du cas Laufonnais.

Dans un premier temps, seul le canton de Bâle-Ville manifeste un réel intérêt pour accueillir le district de Laufon. Cette position incite alors les deux autres cantons à se prononcer également en faveur d'un rattachement. Bâle-Campagne se déclare favorable par crainte que l'union du Laufonnais avec Bâle-Ville ne ravive la question d'une fusion entre les deux Bâle, tandis que Soleure redoute que cette situation n'encourage ses propres enclaves, situées à la frontière française, à envisager un changement de canton.

## Hommages

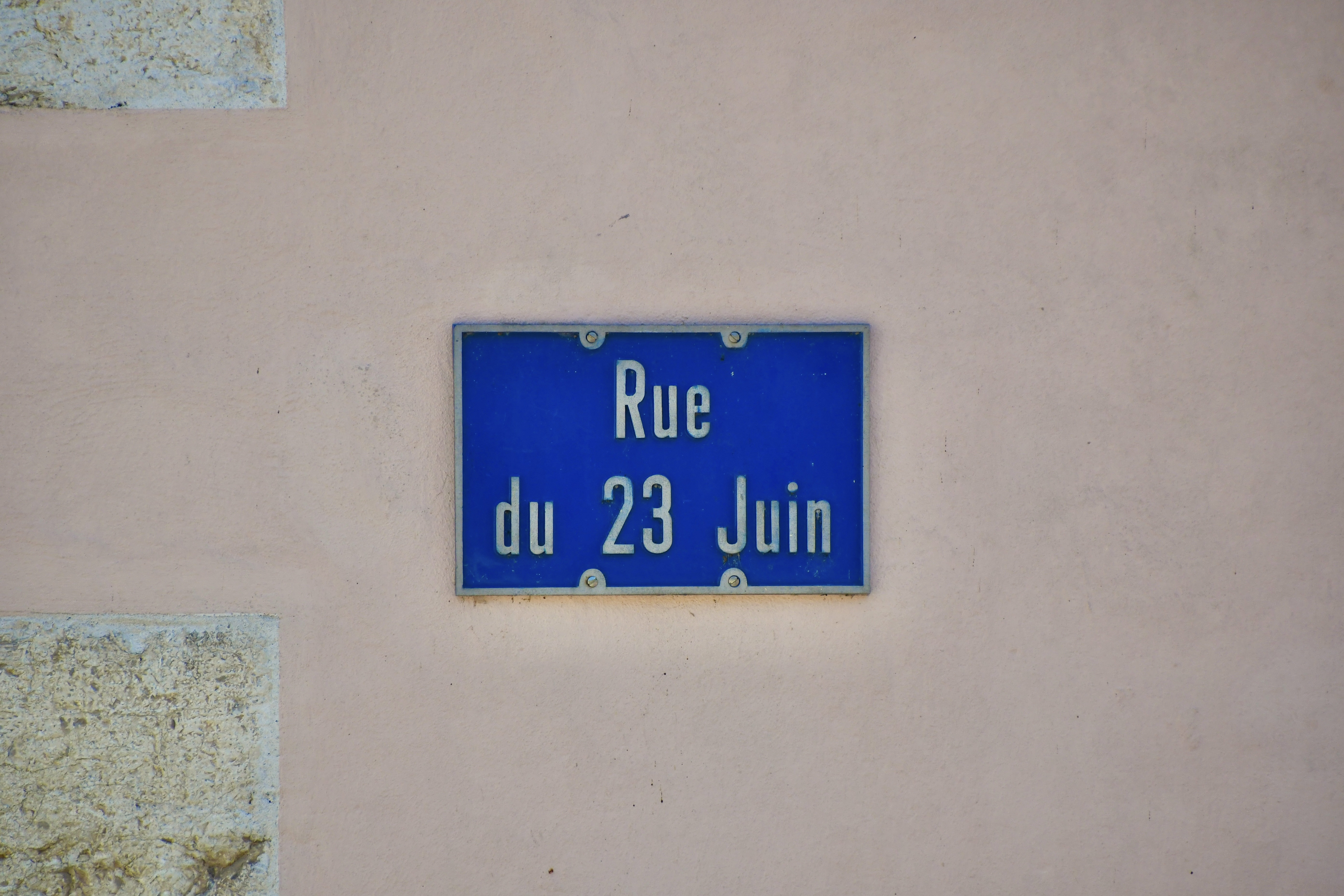
Panneau de la Rue du 23 Juin à Saint-Ursanne.

### Canton du Jura
Dans le canton du Jura le 23 juin est un jour férié appelé « commémoration du plébiscite » ou « fête de l'indépendance ».
Plusieurs communes jurassiennes ont nommées une rue ou une place au nom du premier plébiscite jurassien. En voici une liste non exhaustive:
- Rue du 23-juin à Alle (47° 25′ 36″ N, 7° 07′ 47″ E);
- Rue du 23-juin aux Breuleux (47° 13′ 32″ N, 6° 57′ 26″ E);
- Rue du 23-juin à Courgenay (47° 23′ 54″ N, 7° 07′ 48″ E);
- Rue du 23-juin à Courrendlin (47° 20′ 14″ N, 7° 22′ 27″ E);
- Rue du 23-juin à Courroux (47° 21′ 38″ N, 7° 22′ 58″ E);
- Rue du 23-juin à Courtedoux (47° 24′ 33″ N, 7° 02′ 33″ E);
- Rue du 23-juin à Delémont (47° 21′ 54″ N, 7° 20′ 36″ E);
- Rue du 23-juin au Noirmont (47° 12′ 45″ N, 6° 59′ 56″ E);
- Rue du 23-juin à Porrentruy (47° 25′ 00″ N, 7° 04′ 28″ E);
- Rue du 23-juin à Rossemaison (47° 20′ 54″ N, 7° 20′ 43″ E);
- Rue du 23-juin à Saint-Ursanne (47° 21′ 54″ N, 7° 09′ 16″ E);
- Rue du 23-juin à Soyhières (47° 23′ 29″ N, 7° 22′ 15″ E);
- Place du 23-juin à Bassecourt (47° 20′ 13″ N, 7° 14′ 39″ E);
- Place du 23-juin aux Bois (47° 10′ 35″ N, 6° 54′ 18″ E);
- Place du 23-juin à Boncourt (47° 29′ 44″ N, 7° 00′ 52″ E);
- Place du 23-juin aux Buix (47° 28′ 48″ N, 7° 01′ 43″ E);
- Place du 23-Juin à Chevenez (47° 23′ 29″ N, 6° 59′ 56″ E);
- Place du 23-Juin à Corban (47° 20′ 47″ N, 7° 28′ 35″ E);
- Place du 23-juin à Montfaucon (47° 16′ 59″ N, 7° 03′ 06″ E);
- Place du 23-juin à Montsevelier (47° 21′ 39″ N, 7° 30′ 29″ E);
- Place du 23-juin à Pleigne (47° 24′ 26″ N, 7° 17′ 32″ E);
- Place du 23-juin à Saigneligier (47° 15′ 22″ N, 6° 59′ 45″ E);
- Place du 23-juin à Epauvillers (47° 20′ 06″ N, 7° 06′ 55″ E).

### Canton de Berne
Dans le canton de Berne, généralement dans le Jura bernois, certaines communes ont nommées une rue ou une place au nom du deuxième plébiscite jurassien. En voici une liste non exhaustive :
- Rue du 16-Mars à Reconvilier (47° 13′ 54″ N, 7° 13′ 04″ E);
- Place du 16-Mars à Court (47° 14′ 22″ N, 7° 20′ 13″ E);
- Place du 16-Mars à Saint-Imier (47° 09′ 11″ N, 7° 00′ 02″ E).